# Gimnaziul evanghelic din Sebeș
Gimnaziul evanghelic din Sebeș este un monument istoric aflat pe teritoriul municipiului Sebeș.